# いすゞ・ハイパック
いすゞ・ハイパックバンとは、いすゞ自動車がかつて製造していたウォークスルーバンである。

## 概要
エルフハイルーフ以来となるいすゞのウォークスルーバンで、トヨタがヤマト運輸と開発したトヨタ・クイックデリバリーへの対抗馬として全日本流通（フットワーク）といすゞ自動車が1981年（昭和56年）より共同開発したものである。
フロントグリルは初代ビッグホーンから流用されている。ビッグホーンに似た顔つきのボンネットタイプの他にバンボディを流用し、4代目エルフのキャブ付きシャシに架装したキャブオーバータイプも存在した。
1985年（昭和60年）2月からはボンネットタイプがトミカとしてモデル化された。

## 歴史
- 1983年（昭和58年）1月 - ハイパックバン（ボンネットタイプ）を発売[4]。
- 1984年（昭和59年）7月キャブオーバータイプ登場。 同時にデビューした4代目エルフをベースにボンネットタイプの荷室部分を載せた。
  - 9月4日 - マイナーチェンジ。デラックス仕様の発売[5][4]。
- 1990年（平成2年）ボンネットタイプ生産終了。
- 1993年（平成5年）7月エルフのフルモデルチェンジに伴いキャブオーバータイプ生産終了。